# Thapphjongni pagoda
A Thapphjongni pagoda (hangul: 충주 탑평리 칠층석탑 Cshungdzsu Thapphjongni cshilcshung szokthap) egy hétszintes, 14,5 méter magas kőpagoda Észak-Cshungcshong tartományban (Dél-Korea), a Namhan folyó partján.

## Története
A pagodát valószínűleg Vonszung király idejében (785–798) építették és az Egyesített Silla jegyeit viseli magán. Valaha valószínűleg templomkomplexum vette körül. A pagodában ereklyéket és egy Korjo-korabeli tükröt is találtak 1917-ben.
Egy legenda szerint a pagoda pontosan az ország közepén fekszik, ha egy-egy ember az északi és a déli határtól egyazon időben, egyazon léptékkel halad a középpont felé, ennél a pagodánál fognak találkozni.